# ウインドブレーカー

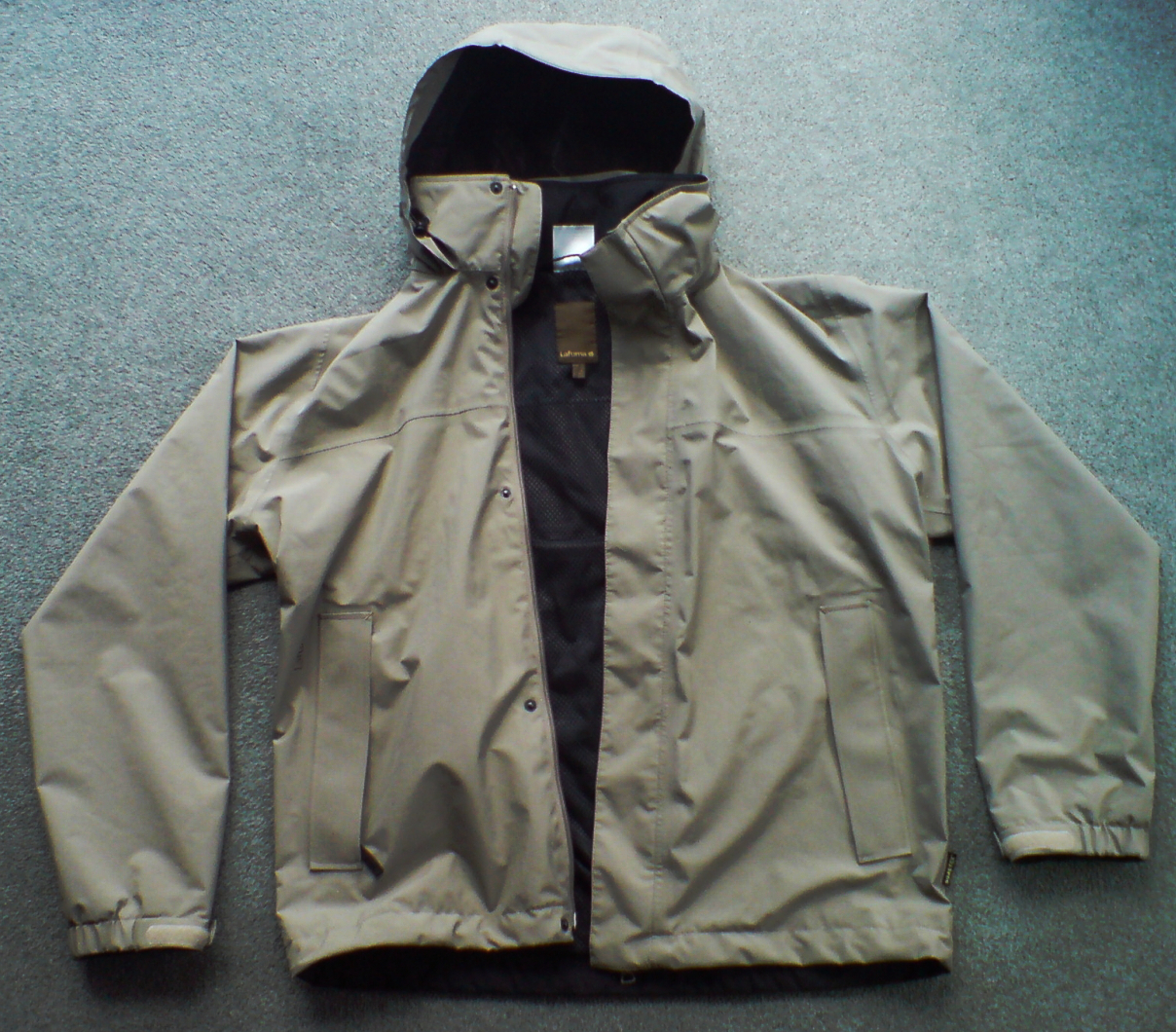
ウインドブレーカー

ウインドブレーカー（アメリカ英語: windbreaker）は、主にナイロンやポリエステル、木綿で作られた風冷えを防ぐ目的で着用する衣服。

## 特徴
ウインドブレーカーという呼び名は商標の普通名称化で、アメリカのJohn Rissman companyが販売していた同名の製品が基になっている。イギリス英語ではウインドチーター（イギリス英語: windcheater）またはウインドジャマー（イギリス英語: wind jammer）。
典型的なものは、前開きで長さは尻丈程度。長袖で、袖口にはゴムなどを使った絞りがついている。風は通しにくいが薄い生地が使われていて、断熱材などは付けられていない。あまり低温下で着用することは想定せず防水性もさほどではなく、用途を風除けに絞ることで、軽く、嵩張らず、携帯性をよくしている。これは一例であり、様々な付加的機能を持つものも存在する。
小雨をしのげるよう生地の表面に撥水加工がされているもの。肌当たりを良くするために裏地をつけたもの。内部の蒸れを軽減するためにベンチレーターをつけたものなど。また、形状によって別の呼び方をされることがある。断熱材をつけたものはウインドアップやウォーマーとも呼ばれる。頭から被って着用するプルオーバーのものはピステ（piste）、更にフードつきのものはアノラックとも呼ばれる。
スポーツウェアにトレーニングクロス、クロスジャージと呼ばれるウィンドブレーカーと似た衣服があるが、これは通気性と吸汗速乾性に優れたトレーニングウェアの一種。

## ウインドパンツ

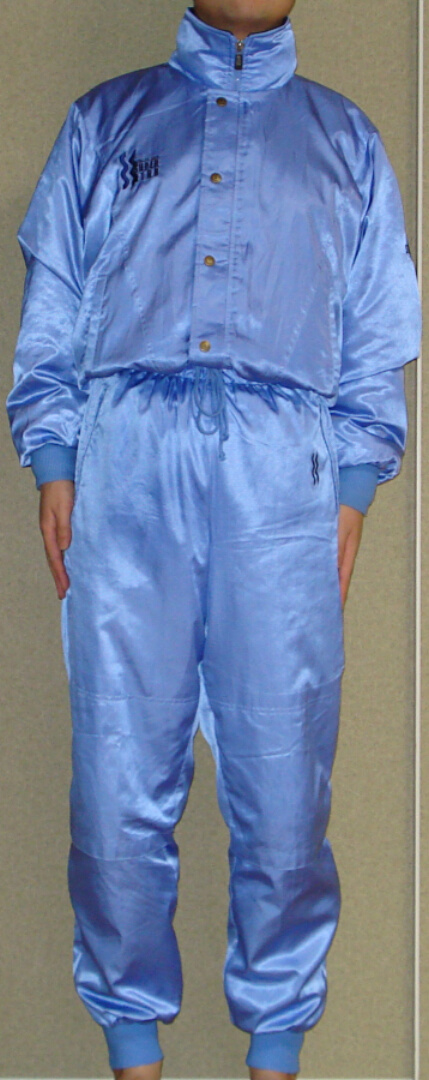
トレーニング用ウインドブレーカーの上下

ウインドパンツ（英: windpants）は、ウィンドブレーカーのボトムス。下着の上に着用するズボン、またはズボンの上に着用するいわゆるオーバーパンツとして使用される。
長ズボンの場合、裾にスリットが入っていて、ファスナーやボタンで開閉できるようになっていることが多い。これは靴を履いたままでも脱着しやすくするための工夫である。